# Christoph Hopfengärtner

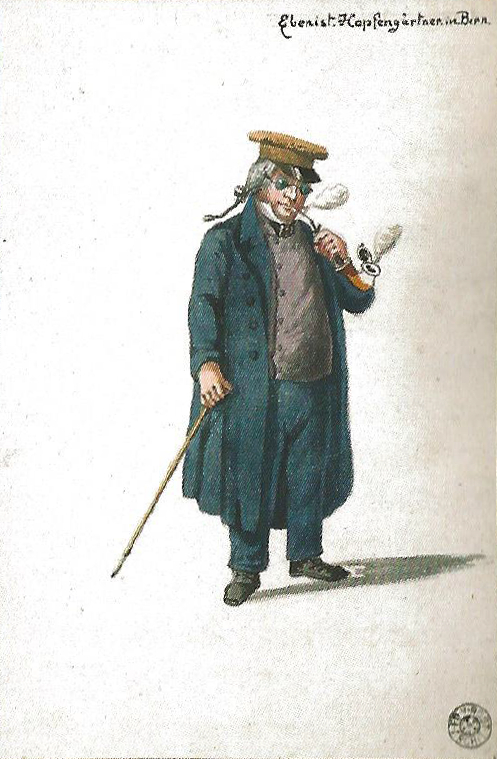
Christoph Hopfengärtner, gezeichnet von Sigmund von Wagner

Christoph Hopfengärtner (getauft 21. Juli 1758 in Stuttgart; † 1843 in Bern; heimatberechtigt in Niederhofen bei Rued) war ein Schweizer Ebenist.

## Leben
Der Sohn des Stuttgarter Hofschreiners Christoph Hopfengärtner stammte aus der herzoglich-württembergischen Residenzstadt Stuttgart. Sein Onkel und Taufpate Johann Georg Hopfengärtner war Leibarzt des württembergischen Herzogs Carl Eugen. Über seine Ausbildung wurde bisher nichts bekannt. Er heiratete (vor 1785) Maria Oesch, die ihm drei Töchter schenkte. 1788 konnte er sich als Meistergeselle Franz Abraham Isenschmids in Bern niederlassen und erlangte hier 1790 die Meisterwürde. Mit seinem Meisterstück schuf er eines der faszinierendsten in Bern gefertigten Möbel. Dieses ist an Präzision der Intarsien nicht zu überbieten. In gleicher Qualität schuf er später ein Bureau à cylindre mit einer zugehörigen Kommode. Das mechanische Zylinderbureau war eine Erfindung des französischen Hofebenisten Jean-François Oeben, die sich in Europa verbreitete. Hopfengärtner betrieb in Bern eine produktive, rentable und qualitativ beachtliche Möbelmanufaktur. Er war nach Mathäus Funk und Johannes Äbersold der letzte grosse Ebenist des Ancien Régime in Bern.
Seine älteste Tochter war mit dem Lenzburger Buchbinder Heinrich Halder verheiratet. Hopfengärtner sah vor, den Betrieb seinem Enkel Christoph Halder (1806–1854) zu übergeben. Spätestens in diesem Zusammenhang stand er mit dem Lenzburger Ebenisten Gottfried Hämmerli in Kontakt, der ein Sohn des Ebenisten Samuel Hämmerli war.
Die bedeutendste Sammlung von Werken Christoph Hopfengärtners befindet sich im Schloss Jegenstorf bei Bern.